# Eduardo Braga
Carlos Eduardo de Sousa Braga (Belém, Pará; 6 de desembre de 1960) és un empresari i polític brasiler, Senador de la República per l'Amazones. Entre altres càrrecs, ha sigut alcalde de Manaus, governador de l'Amazones i ministre de Mines i Energia.

## Biografia
Eduardo Braga va néixer en la ciutat de Belém, estat de Pará, el 6 de desembre de 1960. És format en Enginyeria Elèctrica per la Universitat Federal de l'Amazones (UFAM) i és empresari del sector de la revenda d'automòbils. Casat amb Sandra Backsmann Braga, té tres filles: Brenda, Bruna i Bianca.
Va iniciar la seva carrera política als 21 anys, com a regidor de Manaus (1983). El 1986 va ser elegit Diputat Estatal de l'Amazones.

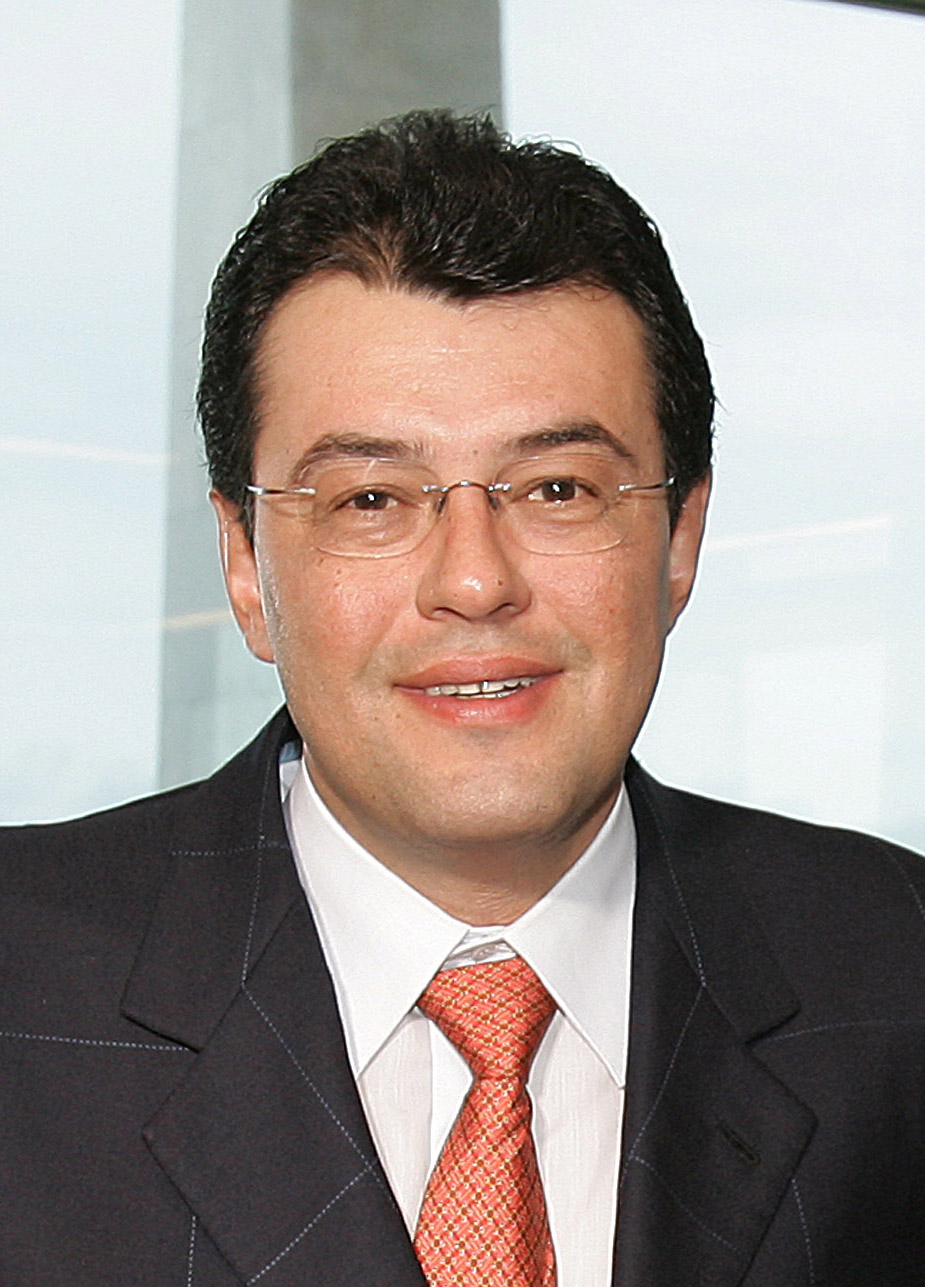
2005

El 1990 va ser elegit Diputat Federal per l'Amazones, obtenint la major votació del seu partit. Va renunciar a l'escó al Congrés Nacional el 1992 per unir-se a Amazonino Mendes en la candidatura a la batllia de Manaus, en qualitat de vicealcalde. El març de 1994 va assumir el càrrec d'alcalde de la capital de l'estat, després de la renúncia d'Amazonino per presentar-se a Governador. Un cop esgotat el mandat, va presentar-se a les eleccions a governador (1998) i a alcalde (2000), sent derrotat en ambdues ocasions per poc marge.
El 2002 va optar novament al càrrec de governador, aquest cop éssent elegit amb majoria absoluta (52,38%) en el primer torn. El 2006 va ser reelegit també en el primer torn de les eleccions, amb el 50,63% dels vots vàlids.
El març de 2013, va ser investigat pel Tribunal Suprem Federal (STF) amb l'acusació de frau, malversació i crim organitzat en l'època en què va exercir el càrrec de governador de l'Amazones. No obstant això, l'STF va arxivar el cas el juny de 2014, seguint les indicacions del ministeri públic, al no va trobar indicis de la seva participació.
El 2010 va presentar la seva dimissió per tal de preparar la candidatura al Senat Federal. Va obtenir-ne l'escó i el 2018 va renovar-lo per a un segon mandat consecutiu.
El desembre de 2014 va ser anunciat com a Ministre de Mines i Energia en el segon govern de Dilma Rousseff.

## Honors
Admès a l'Orde del Mèrit Militar el 1996, amb grau de Comanador especial pel president Fernando Henrique Cardoso, va ser promogut el març de 2003 pel president Luiz Inácio Lula da Silva al grau de Gran Oficial.